# Bistum Caere
Das Bistum Caere war ein Bistum in der italienischen Region Latium.
Caere war eine antike Stadt, die zunächst Agylla hieß und in der während der Invasion der Gallier die Heiligtümer Roms und der Vestalinnen versteckt wurden. Die im gesamten Gebiet verstreuten etruskischen Gräber sind archäologisch bedeutsam. Cerveteri hatte bis zum 11. Jahrhundert eigene Bischöfe. Der früheste bekannte war Adeodatus, der 499 an der ersten römischen Synode von Papst Symmachus teilnahm. Bischof Petrus nahm an der Synode von Papst Paul I. im Jahr 761 teil. Bischof Romanus war bei der Synode von Papst Eugen II. im Jahr 826 zugegen. Andere namentlich bekannte Bischöfe waren Adrianus (853), Crescentius (869), Annisus (995) und Stephanus (1000). Der letzte bekannte Bischof war Benedictus, der in den Jahren 1015 und 1029 erwähnt wird.
1050 wurde das Bistum aufgelöst und die Gebiete dem suburbikarischen Bistum Porto zugeteilt.
1968 errichtet Papst Paul VI. das Bistum als Titularbistum Caere wieder.

## Bischöfe
- Adeodato (499? – ?)
- Pietro (761? – 769?)
- Romano (826? – ?)
- Adriano (853? – ?)
- Crescenzio (869? – ?)
- Marinus (später Papst, 882.12.16–884.05.15)
- Stefano (963? – ?)
- Anniso (993? – ?)
- Stefano (998? – ?)
- Benedetto (1015? – 1026?)
- Crescenzo (1059? – ?)